# Alice Wood
Alice Wood née Barnes le 17 juillet 1995 à Northampton, est une coureuse cycliste britannique. Elle est la sœur de Hannah Barnes.

## Biographie
Ses parents Simon et Sue pratiquent le cyclisme à niveau amateur et plus particulièrement le VTT. Alice commence à l'âge de huit ans, en même temps que sa sœur ainée Hannah et que son frère cadet Henry, au club de Milton Keynes. Ils y vont chaque mercredi. Alors que sa sœur Hannah est très précoce et domine rapidement ses adversaires plus âgées, Alice a une progression plus normale. Alice se concentre sur le VTT et Hannah sur la route afin de limiter la rivalité entre les deux sœurs.
En 2011, elle participe aux UK School Games, une compétition réservée à la jeunesse britannique bien dotée. Elle remporte la course de cross-country, ainsi que le relais, alors qu'elle le réalise seule. Elle devient membre du programme de préparation olympique britannique, British Cycling Olympic Academy Programme, en 2013. Elle est sélectionnée pour participer en VTT aux Jeux du Commonwealth à Glasgow. Elle termine cinquième de l'épreuve de cross-country,.
Sur route, aux championnats de Grande-Bretagne 2015, elle prend la deuxième place derrière Lizzie Armitstead. Elle devient par la même occasion championne de Grande-Bretagne espoirs. Elle participe en fin d'année aux championnats du monde sur route à Richmond.
En 2016, elle se classe deuxième au sprint du championnat de Grande-Bretagne derrière sa sœur.
En 2017, elle obtient de très bons résultats sur les courses du World Tour : elle est huitième du Tour de Drenthe, septième de Gand-Wevelgem et sixième du Women's Tour. Au BeNe Ladies Tour, la pluie et le vent accompagnent la première étape qui comporte plusieurs secteurs pavés. Le passage sur les pavés scinde le peloton en plusieurs parties. Le groupe de tête est constitué de Marianne Vos, Monique van de Ree, Kelly Druyts, Valerie Demey, Alba Teruel et Alice Barnes. Lors du dernier passage sur la ligne, il compte vingt-sept secondes d'avance. Devant, le rythme de Marianne Vos met tout d'abord en difficulté Kelly Druyts, puis Valerie Demey, Monique van de Ree et Alba Teruel. À vingt kilomètres de l'arrivée, seule Alice Barnes parvient à suivre la Néerlandaise. Cette dernière tente de lâcher la Britannique sur le dernier secteur pavé sans succès. Elles se disputent la victoire au sprint. La jeune Britannique gagne l'étape et s'empare de la tête du classement général,,. Marianne Vos gagne plusieurs sprint intermédiaires et les bonifications associées le lendemain matin. L'après-midi, sur le contre-la-montre, elle s'impose et relègue Alice Barnes à la deuxième place du classement général,. Alice Barnes conclut l'épreuve à la deuxième place et est également la meilleure jeune.
Durant les championnats d'Europe sur route espoirs, elle part en échappée avec Séverine Eraud, Jeanne Korevaar, Jelena Eric et Pernille Mathiesen. Cette dernière repart seule tandis que le reste du groupe est repris. Alice Barnes est deuxième du sprint du peloton et obtient donc la médaille de bronze.

### 2018
Sur la sixième étape du Tour de Thuringe, Alice Barnes est dans l'échappée matinale. Elle est reprise à mi-étape. Dans le final, après d'autres tentatives, Alice Barnes trouve la faille à six kilomètres de l'arrivée. Elle s'impose seule,.

### 2019
Au Tour de Thuringe, elle est cinquième du contre-la-montre. Aux championnats de Grande-Bretagne de cyclisme, Alice Barnes remporte le contre-la-montre, sa sœur est troisième. Sur route, Lizzie Holden et Anna Henderson sortent du peloton. Abby-Mae Parkinson et Alice Barnes réalisent ensuite la jonction. Dans le dernier kilomètre, cette dernière profite de la côte pour prendre quelques mètres d'avance et remporter le titre.
Au Tour de Norvège, sur la deuxième étape, Alice Barnes est deuxième du sprint. Elle est cinquième de la dernière étape.

### 2020
Au Tour de l'Ardèche, Alice Barnes est deuxième du sprint de la dernière étape derrière Chloe Hosking. Alice Barnes est sixième du sprint aux Trois Jours de La Panne.

### 2021

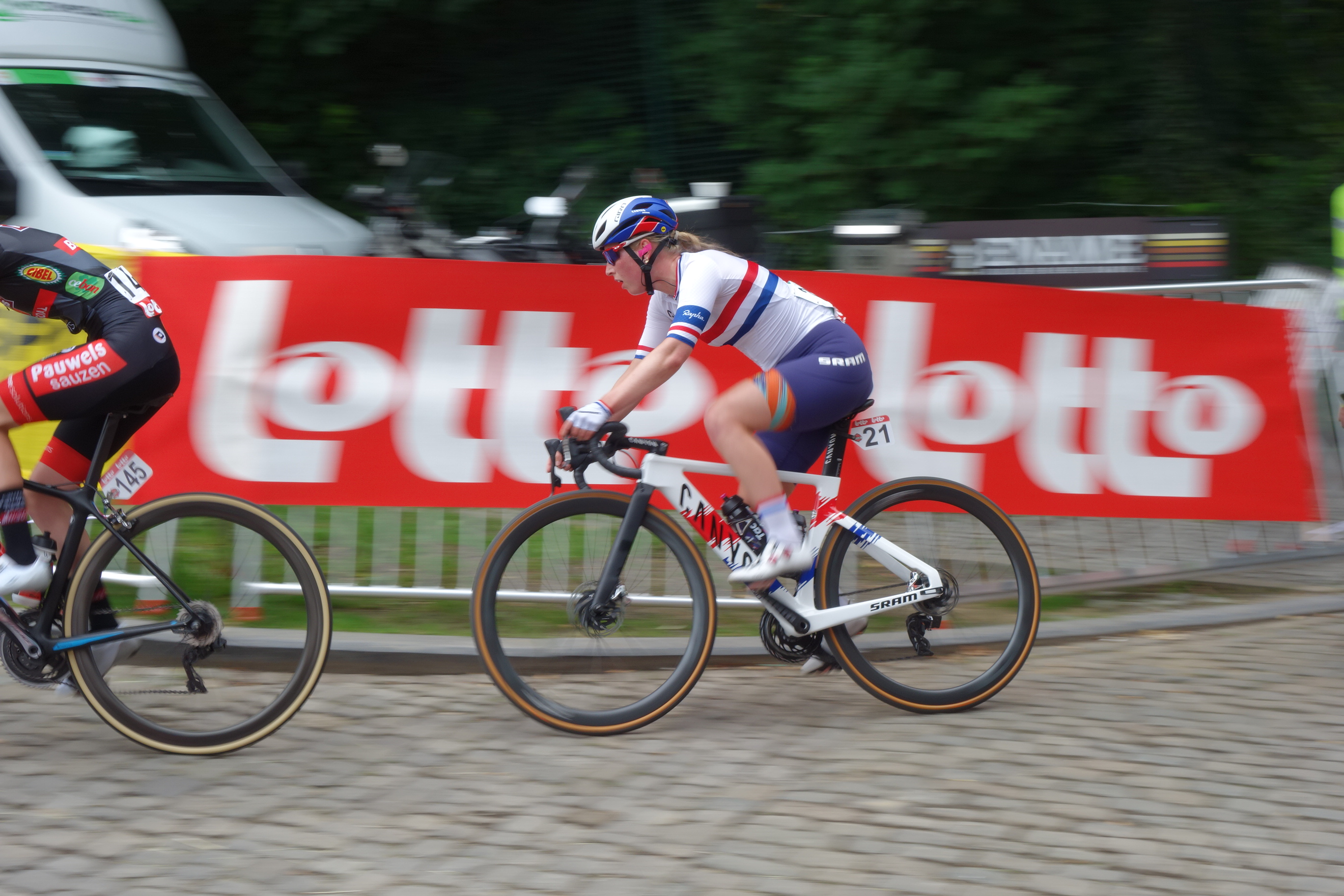
Alice Barnes au Tour de Belgique

À l'Healthy Ageing Tour, Alice Barnes est deuxième du sprint de la première étape derrière Jolien D'Hoore. Sur le contre-la-montre individuel de la deuxième étape, elle est septième. Elle prend la même place au classement général final. Aux Trois Jours de La Panne, dans le dernier tour, en passant aux Moëres, l'accélération du peloton et le vent provoque des bordures. Il reste alors trente-deux kilomètres. Un groupe de douze favorites dont Alice Barnes se forme à l'avant. À dix kilomètres de la ligne, Grace Brown attaque seule. Derrière, Alice Barnes prend la huitième place de la course.
La troisième étape de la Setmana Ciclista Valenciana se termine au sprint, Alice Barnes gagne devant Sheyla Gutierrez. Au Tour de Belgique, Alice Barnes est cinquième du prologue. Elle se classe quatrième du sprint de la première étape. Sur la deuxième étape, dans le second tour, Rotem Gafinovitz  attaque dans le Steenhoutberg. Dans le tour suivant, elle est rejointe par un trio de favorites : Alice Barnes, Lotte Kopecky et Ellen van Dijk. Barnes se retrouve seule à cause de crevaisons chez Dijk et Kopecky. Un regroupement a lieu.
Elle se classe quatrième du contre-la-montre du Women's Tour. Elle est septième du classement général final. Au Tour de Drenthe, à environ quatre-vingt kilomètres de l'arrivée, dans le secteur forestier, Alice Barnes accélère et emmène avec elle un petit groupe. Le peloton réagit immédiatement. Peu après les cinquante kilomètres de l'arrivée, Alice Barnes et Pfeiffer Georgi parviennent à s'extraire du peloton. Elles comptent une vingtaine de secondes d'avance en entamant la deuxième ascension du VAM. Elles ne sont reprises qu'à seize kilomètres de l'arrivée.

## Palmarès en VTT

### Championnats du monde
- Pietermaritzburg 2013
  - 7e du cross-country juniors

### Coupe du monde
- 2015
  - 3e à Mont-Sainte-Anne en espoirs

### Championnats nationaux
- 2012
  - 2e en cross-country juniors
- 2013
  -  Championne de Grande-Bretagne de cross-country juniors
- 2014
  - 2e en cross-country espoirs
- 2015
  - 2e en cross-country

### Autres
- 2014
  - 2e à Cannock Chase
  - 3e à Sherwood Pines

## Palmarès sur route

### Par années
- 2015
  -  Championne de Grande-Bretagne sur route espoirs
  - 2e du championnat de Grande-Bretagne sur route
- 2016
  -  Championne de Grande-Bretagne sur route espoirs
  - 2e du championnat de Grande-Bretagne sur route
- 2017
  - 1re étape du BeNe Ladies Tour
  - 2e du BeNe Ladies Tour
  -  Médaillée de bronze du championnat d'Europe sur route espoirs
- 2018
  -  Championne du monde du contre-la-montre par équipes
  - 6e étape du Tour de Thuringe
  - 2e du championnat de Grande-Bretagne du contre-la-montre
  - 9e de la RideLondon-Classique
- 2019
  -  Championne de Grande-Bretagne sur route
  -  Championne de Grande-Bretagne du contre-la-montre
  - 2e du Tour de la Communauté valencienne
  - 2e du contre-la-montre par équipes de l'Open de Suède Vårgårda
  - 5e du championnat d'Europe sur route
  - 9e du championnat d'Europe du contre-la-montre
- 2020
  - 6e des Trois Jours de La Panne
  - 9e de La Madrid Challenge by La Vuelta
- 2021
  - 3e étape de la Setmana Ciclista Valenciana
  - 7e du Women's Tour
- 2022
  - 6e du Tour de Drenthe
  - 8e de la Classic Bruges-La Panne
- 2024
  - 2e de la Kreiz Breizh Elites Dames

### Résultats sur les grands tours

#### Tour de France
1 participation
- 2023 : hors délais ([[7e étape du Tour de France Femmes 2023|7e étape]])

### Classements mondiaux
| Année                                 | 2015 | 2016 | 2017 | 2018 | 2019 | 2020 | 2021 | 2022 | 2023 | 2024 |
| ------------------------------------- | ---- | ---- | ---- | ---- | ---- | ---- | ---- | ---- | ---- | ---- |
| Classement UCI                        | 388e | 124e | 42e  | 115e | 47e  | 53e  | 46e  | 74e  | 951e | 334e |
| UCI World Tour                        |      | 84e  | 37e  | 83e  | 83e  | 33e  | 35e  | 53e  | 288e | 302e |
|                                       |      |      |      |      |      |      |      |      |      |      |
| Légende : nc = non classéSource : UCI |      |      |      |      |      |      |      |      |      |      |

## Palmarès en cyclo-cross
- 2013
  -  Championne de Grande-Bretagne de cyclo-cross juniors
- 2016
  - 9e du championnat du monde espoirs